# Góra Borkowa
Góra Borkowa – zalesione wzgórze o wysokości 368,31 m n.p.m. Znajduje się na Wyżynie Miechowskiej na terenie Dłubniańskiego Parku Krajobrazowego w województwie małopolskim, w gminie Skała. Stanowi jeden z punktów wycieczek turystycznych na obszarze regionu.